# سیارک ۱۰۰۱۲
سیارک ۱۰۰۱۲ (به انگلیسی: 10012 Tmutarakania، نامگذاری:1978RE3)‏ ده هزار و دوازدهمین سیارک کشف شده‌است که در ۳ سپتامبر ۱۹۷۸ کشف شد.
قدر مطلق سیارک برابر ۱۴٫۹۰ است.